# Conflicto fulani-mossi
El conflicto entre los fulani y los mossi, también conocido como conflicto entre los peul y los mossi, se refiere a varios ataques y masacres entre pastores fulani y agricultores mossi, principalmente asentados en Burkina Faso. El conflicto desciende de la insurgencia islamista en Burkina Faso, que comenzó en 2015, aunque los asesinatos y ataques por motivos étnicos no ocurrieron en escala masiva hasta la masacre de Yirgou en 2019.
Si bien el sentimiento antifulani ha impulsado conflictos en Nigeria y Mali durante décadas, el conflicto entre los grupos fulani y mossi se ha definido principalmente por la mayoría mossi en los grupos progubernamentales Koglwego, como por ejemplo los Voluntarios para la Defensa de la Patria. Los paramilitares fulani, por su parte, constituyen una gran mayoría de los grupos yihadistas como Jama'at Nasr al-Islam wal-Muslimin y el Estado Islámico - Provincia del Sahel. Los civiles fulani suelen ser blanco de las fuerzas del Gobierno mossi por sospechas de estar afiliados a estos grupos.

## Trasfondo

### Composición étnica de Burkina Faso y ascenso de los Koglwego
El pueblo mossi habita en el centro de Burkina Faso, incluida su capital, Uagadugú, y constituye la mayoría de la población del país. Por este motivo, los mossi desempeñan un papel importante en el gobierno burkinés. En el norte del país, los pastores nómadas fulani constituyen una gran parte de la población, extendiéndose hasta las fronteras con Níger y Mali. En el este, los gurma constituyen la gran mayoría. Los fulani del norte de Burkina Faso se han sentido abandonados por el Estado durante décadas.
Los grupos de autodefensa mossi, conocidos como Koglwego, surgieron por primera vez entre las décadas de 1990 y 2000 como respuesta al alce de la delincuencia en las zonas rurales. Se expandieron tras la revolución de 2014 debido a la falta de seguridad y eventualmente se convirtieron en los principales actores políticos en sus respectivas regiones. Los Koglwego son generalmente progubernamentales y carecen de comunicación entre sí. A fines de la década de 2010 ocasionalmente participaron en enfrentamientos contra grupos fulani y combatientes dozos en el oeste del país. Aunque los Koglwego son predominantemente mossi en gran parte del país, existen grupos Koglwego gurma en Fada N'gourma y sus alrededores.

### Insurgencia islamista en Burkina Faso
En 2015, Amadou Koufa fundó el grupo islamista Katiba Macina en el centro de Mali, aliándose con Ansar Dine y otros grupos afiliados a Al-Qaeda en Mali que se rebelaron contra el gobierno en la rebelión tuareg de 2012.  Koufa, un fulani, utilizó su pasado como predicador radical para atraer a su grupo a jóvenes fulani desanimados con la estructura social de su pueblo. Katiba Macina entró en conflicto con grupos dogón en el sur de Mali, lo que provocó la formación del grupo de autodefensa dogón Dan Na Ambassagou. Dan Na Ambassagou recibió el apoyo del gobierno de Mali, pero ese apoyo fue posteriormente retirado después de que el grupo cometiera masacres contra civiles fulani.
Las ideas de Koufa obtuvieron popularidad en los pueblos fulani fuera de Mali. Uno de sus primeros seguidores, Ibrahim Malam Dicko, fue un predicador radical fulani burkinés que llevó una célula de Katiba Macina al norte de Burkina Faso en 2015 para formar Ansarul Islam. Ansarul Islam se expandió rápidamente, iniciando una insurgencia yihadista que en 2017 facilitó el ascenso de Jama'at Nasr al-Islam wal-Muslimin, del que Katiba Macina es parte. Estos grupos reclutaron en su mayoría a fulani del norte y el este de Burkina Faso, aprovechando las disputas territoriales existentes en comunidades como Tongomayel y Boulsa.

## Conflicto

### Koglweogos y Yirgou
Si bien habían precedentes de enfrentamientos entre las comunidades fulani y mossi, principalmente entre el JNIM y los Koglwego, el conflicto entre fulani y mossi no comenzó seriamente hasta el 31 de diciembre de 2018, cuando yihadistas que hablaban fula ingresaron a la aldea de Yirgou en Barsalogho, asesinando a doce personas, incluido el alcalde de la ciudad y a su hijo. Los Koglwego locales se unieron después de la masacre y el 8 de marzo de 2019 atacaron las aldeas de Barga, Dingalla-Peulh y Ramdolla-Peulh. El nombre "peulh" en ambos pueblos indica que en su mayoría los residentes eran fulani. Al menos 43 civiles fueron asesinados por los Koglwego, quienes luego atacaron diecisiete aldeas más y mataron a más de 210 civiles, en su mayoría fulani.  Los asesinatos en represalia por la masacre de Yirgou continuaron hasta el 22 de junio de 2019.
En octubre de 2019, se fundó el Movimiento de Resistencia Popular (MRP) como una forma de unificar a los Koglwego que combatían contra los grupos yihadistas al norte del país. Asimismo, se buscó la unión de grupos dozos dentro de la coalición. El jefe de una organización nacional Koglwego, Rassamkande Naaba, negó que el propósito de los Koglwego fuera luchar contra el yihadismo y, en cambio, afirmó que los Koglwego locales eran responsables de la seguridad de su zona.

### VDP y la participación del Gobierno
El 7 de noviembre de 2019, tras un atentado terrorista en contra de un convoy minero que mató a 37 personas, el presidente Roch Marc Christian Kaboré dio el visto bueno a la ley para la creación de los Voluntarios para la Defensa de la Patria (VDP), una milicia civil que integró a grupos Koglwego de las ciudades con más actividad bélica. La ley entró en vigor el 21 de enero de 2020, justo un día después de la masacre de Nagraogo, donde soldados burkineses atacaron una comunidad mossi. La ley VDP le dio exitosamente al Gobierno burkinés una justificación para atacar a las comunidades fulani sospechosas de albergar grupos yihadistas, y dio a los miembros de Koglwego impunidad legal para llevar a cabo sus ataques. La discriminación por parte de los Koglwego y los VDP, empujaron a los jóvenes fulani a unirse a las filas islamistas, exacerbando el conflicto yihadista.
Un ejemplo de estas masacres cometidas por las fuerzas burkineses y motivadas por la discriminación, se dio en los alrededores de la ciudad de Djibo, al norte de Burkina Faso, en 2020. Las fuerzas burkinesas tenían como blanco a jóvenes fulani sospechosos de ser yihadistas o simpatizantes. A menudo se les ejecutaba en masa, dejando los cuerpos esparcidos por las calles de la ciudad. Estas masacres fueron cometidas por las fuerzas de seguridad burkinesas con la ayuda de voluntarios civiles locales. Al momento de las masacres, Djibo estaba bajo una fuerte amenaza por parte de grupos yihadistas, que atacaban periódicamente a las fuerzas burkinesas.
Desde el golpe de Estado de septiembre de 2022, que llevó al poder a Ibrahim Traoré, el gobierno burkinés ha recurrido cada vez más al uso de los VDP para mantener un control en las zonas rurales del país, garantizando la presencia gubernamental en las zonas de mayor actividad yihadista. A diferencia de 2019, cuando el conflicto entre fulani y mossi fue impulsado gracias a los grupos yihadistas y Koglwego locales, el reclutamiento masivo para los VDP ha atraído a mossi de Uagadugú y otros lugares del país para luchar en regiones de donde no son originarios. Esto ha facilitado un ciclo común de ataques: un grupo islamista ataca una base rural burkinesa conformada por VDP y soldados poco entrenados, y luego las fuerzas gubernamentales masacran aldeas cercanas como represalia.  Este tipo de masacres se produjeron especialmente en Karma en abril de 2023, en Nondin y Soro y en Bibgou y Soualimou en febrero de 2024, y en la parte oriental del país en mayo de 2024. Después de las masacres, los civiles simpatizan con los grupos yihadistas y el ciclo comienza de nuevo.  En todas las masacres los ataques se dirigieron contra civiles fulani y no mossi, como los gurma, aunque a menudo también murieron civiles mossi debido a la naturaleza indiscriminada de los ataques.

### Conflicto entre fulanis
Pese a que el Gobierno burkinés y los Koglwego tienen en la mira a todos los fulani, distintos clanes fulani en Burkina Faso no son tan simpatizantes del gobierno. Los jóvenes de las castas inferiores suelen apoyar las ideas de Amadou Koufa sobre la yihad para derribar la estructura social fulani. En los ataques terroristas, los yihadistas rara vez discriminan entre fulani y no fulani, a pesar de que sean fulani. No obstante, estos grupos suelen atacar a los civiles fulani que viven en comunidades sedentarias en lugar de a los grupos nómadas. Para los civiles fulani, esto hace que la amenaza sea doble: las tropas gubernamentales y los Koglwego sospechan que son terroristas y los grupos yihadistas sospechan que apoyan al gobierno. 
Al norte de Burkina Faso, los principales grupos yihadistas a los que se unen los fulani son Ansarul Islam o Katiba Macina, ambas facciones lideradas por los fulani de Jama'at Nasr al-Islam wal-Muslimin. En el noreste, especialmente en la región del Sahel, algunos clanes fulani como los Toloobe se han unido al Estado Islámico - Provincia del Sahel. Antes de 2019, los dos grupos trabajaban en conjunto y contaban con la misma base de fulani y tuareg, aunque desde 2019 el Estado Islámico y el JNIM están en guerra entre sí. A pesar de las motivaciones ideológicas que llevan a ambos grupos a la guerra, muchos fulani se unen a ambos por razones no ideológicas.

## Desplazamiento
Muchos fulani y mossi han sido desplazados de sus aldeas debido a los ataques islamistas y a la discriminación gubernamental. En 2024, alrededor de 30 000 fulani desplazados de todo el país residían en Uagadugú, aunque se desconoce la cantidad de fulani, mossi y gurma de los 2.1 millones de civiles desplazados durante toda la insurgencia islamista en Burkina Faso. Los fulani de Uagadugú suelen verse desatendidos por el gobierno de la junta, y los campos de refugiados se encuentran llenos.